# Johanna de Herboville
Jeanne d'Herboville, född de Beaudrengien, i Sverige kallad Johanna de Herboville, var en fransk adelsdam. Hon var guvernant och föreståndare (hovmästarinna) för Erik XIV:s barns hov. 
Johanna d'Herboville immigrerade till Sverige år 1558 tillsammans med sin make, hugenotten Jean d'Herboville (d'Arboville), som var lärare åt hertig Karl. Hon blev guvernant för Erik XIV:s barn vid Karin Månsdotters hov 1568. Hon hade överinseende över all personal som ingick vid barnens hov, såsom amman Märta Persdotter. Hon var förutom Karin själv och hennes sekreterare den enda som fick göra utdrag ur drottningens apanage. 
Vid Erik XIV:s avsättning behöll hon ansvaret för hans barn. De överlämnades i hennes vård då man bestämde att det inte var nödvändigt för dem att sitta fängslade med sina föräldrar. Hon tog då hand om dem under överinseende av änkedrottning Katarina Stenbock. Barnen återförenades dock med sina föräldrar 1570. 
Johanna d'Herboville var fortfarande vid liv år 1596.